# Compromis d'Atlanta

Mémorial de Booker T. Washington dans le parc Piedmont.

Le Compromis d'Atlanta est une déclaration classique sur les relations raciales énoncée par Booker T. Washington, l'un des porte-paroles et leaders afro-américains, le 18 septembre 1895, pendant l'ère de la Ségrégation raciale aux États-Unis et trente ans après l'adoption du Treizième amendement de la Constitution des États-Unis. 
Ce compromis est un accord informel conclu entre des dirigeants afro-américains menés par Booker T. Washington et des dirigeants blancs du Sud. Cet accord stipule que les Noirs du Sud toléreraient les mesures ségrégationnistes, notamment les Lois Jim Crow, et ne contesteraient pas les discriminations en échange de quoi, les Blancs leur assureraient l'accès à une éducation de base gratuite, limitée à la formation professionnelle ou industrielle, et prendraient la responsabilité d'améliorer leurs conditions de vie sociale et économique. Ainsi, les Noirs ne se concentreraient plus sur la lutte pour l'égalité, l'intégration ou la justice, et les Blancs financeraient des œuvres caritatives éducatives noires comme celle de l'Université Tuskegee en Alabama présidée par Booker T. Washington. Cependant cet accord n'a jamais été écrit,.
Selon Booker T. Washington, c'est par l'enseignement professionnel que les afro-américains auraient accès à une sécurité économique et  pourraient ainsi obtenir des droits constitutionnels égaux à ceux des Blancs. D'après lui, il faut privilégier l'avancement économique et moral plutôt que les changements de politiques légaux, il serait préférable pour les afro-américains de renoncer à certains droits civiques, comme le droit de vote, en échange de garanties économiques dans la lutte pour les droits constitutionnels.
Booker T. Washington illustre le compromis d'Atlanta et affiche ses positions par la « comparaison de la main » : « Dans tout ce qui est purement social, nous pouvons être aussi séparés que les doigts, mais unis comme la main dans tout ce qui est essentiel au progrès mutuel »,.

## Contexte
Le compromis d'Atlanta s'inscrit dans le discours de Booker T. Washington à l'inauguration de l'Exposition Internationale des États producteurs de coton à Atlanta, en Géorgie (États-Unis), qu'il prononce au Piedmont Park d'Atlanta devant une assemblée majoritairement blanche. Ce discours sur le thème des relations raciales est aujourd'hui connu sous le nom de « discours du compromis d'Atlanta » et est considéré comme l'un des discours les plus importants et les plus influents de l'histoire américaine, il a d'ailleurs marqué un tournant dans la carrière de Booker T. Washington.

## Impact social

### Soutien
Le discours du compromis d'Atlanta est reçu avec succès par l'audience de Booker T. Washington. Il est félicité par de nombreux Blancs du Sud qui approuvèrent ses vues, ce qui lui permet d'être écouté par les milieux institutionnels et de gagner l'aval des Blancs du Sud.
Il en est de même pour les partisans de Booker T. Washington. Même s'ils ont progressivement déplacé leur soutien à l'activisme des droits civiques à sa mort.

### Contestation
Si les militants noirs pour l'égalité des droits et la majeure partie des intellectuels noirs ont d'abord soutenu le compromis d'Atlanta, un grand nombre d'entre eux l'ont par la suite désapprouvé. Il est notamment contesté par W. E. B. Du Bois et William Monroe Trotter qui craignent que le compromis d'Atlanta condamne les afro-américains à une soumission indéfinie aux Blancs et qui considèrent qu'ils devraient s'engager dans une lutte active pour les droits civiques. Ils estiment que Booker T. Washington n'est pas suffisamment engagé dans la poursuite de l'égalité sociale et politique des Noirs et qu'il ne lie pas suffisamment la lutte pour l'accès à l'éducation des noirs à celle pour les droits civiques. Aussi, ils lui reprochent de ne pas assez politiser le débat et de faire trop de concessions.
Ils choisissent ainsi de créer le Niagara Movement en 1905 qui deviendra la National Association for the Advancement of Colored People en 1909 pour travailler au changement politique et ainsi essayer de défier la machine politique lancée par Booker T. Washington.

## Pour en savoir plus

#### Articles dans des manuels de références
- (en) Bradford Chambers, Chronicles Of Negro Protest : A Background Book For Young People, Documenting The History Of Black Power, New York, Parents' Magazine Press, 1968, 323 p. (ISBN 978-0-8193-0205-2, lire en ligne), p. 184-191
- (en) Kenneth Bridges, Freedom in America, Upper Saddle River, New Jersey, Pearson, 1 avril 2007, rééd. 2008, 455 p. (ISBN 978-0-13-614734-3, lire en ligne), p. 298-301,
- (en) Caryn E. Neumann, Term Paper Resource Guide to African American History, Westport, Connecticut, Greenwood, 28 avril 2009, 309 p. (ISBN 978-0-313-35501-1, lire en ligne), p. 152-156,

#### Articles dans des revues
- (en-US) Melbourne Cummings, « Historical Setting for Booker T. Washington and the Rhetoric of Compromise, 1895 », Journal of Black Studies, Vol. 8, No. 1,‎ septembre 1977, p. 75-82 (8 pages) (lire en ligne),
- (en-US) David N. Plank & Marcia Turner, « Changing Patterns in Black School Politics: Atlanta, 1872-1973 », American Journal of Education, Vol. 95, No. 4,‎ août 1987, p. 584-608 (25 pages) (lire en ligne),
- (en-US) Thomas Aiello, « The First Fissure: The Du Bois-Washington Relationship from 1898-1899 », Phylon (1960-), Vol. 51, No. 1,‎ 2014, p. 76-87 (12 pages) (lire en ligne),